# Tay (etnia)

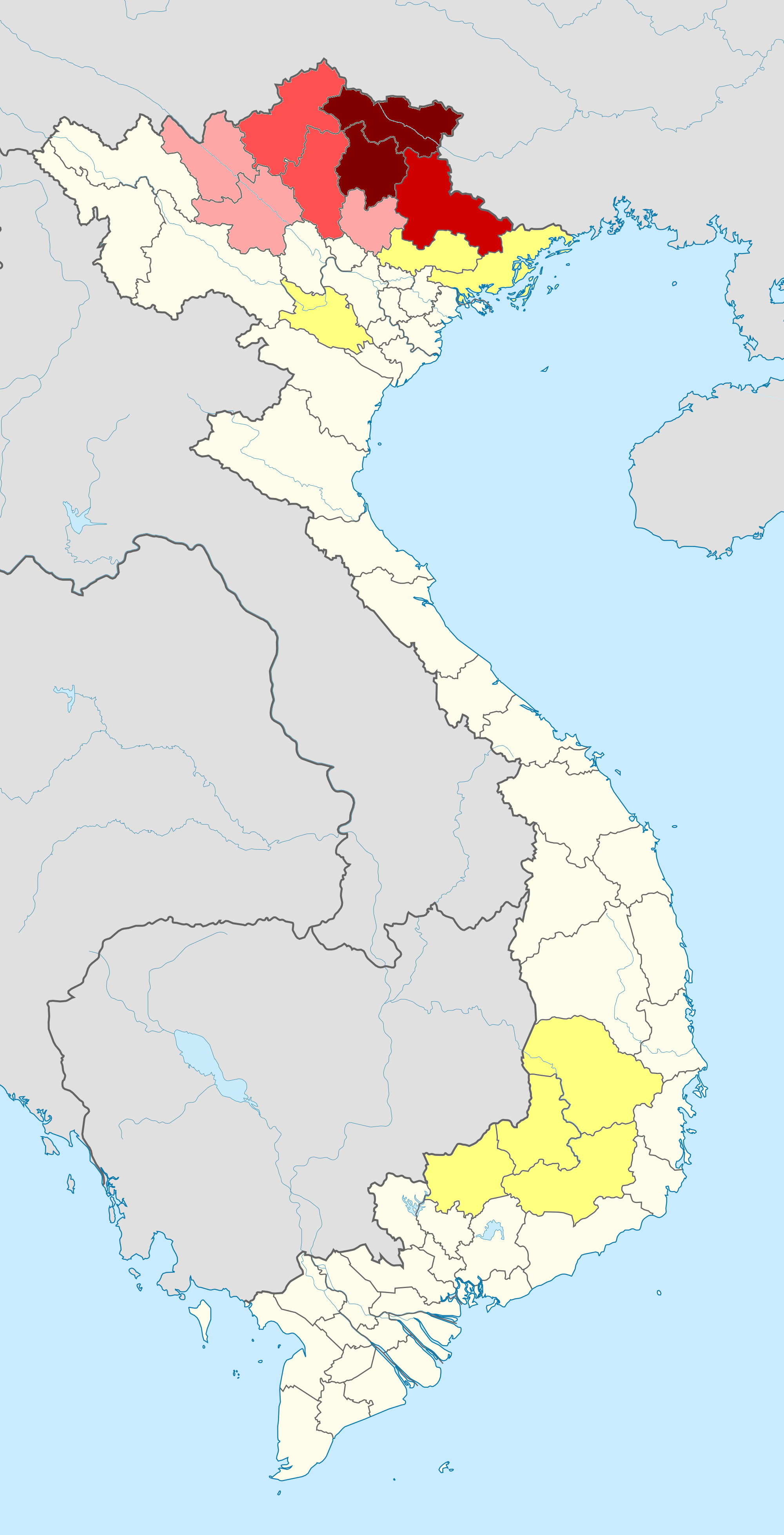
Porcentagem da população Tay por província (2009)
>40%
30%-40%
20%-30%
5%-20%
1%-5%
<1%

O povo Tay fala uma língua do grupo central das línguas Tais e vivem no norte do Vietnã. Eles também são conhecidos pelos nomes Thô, T'o, Tai Tho, Ngan, Phen, Thu Lao ou Pa Di.